# Robin Cole
Robin Cole (Los Angeles, 11 settembre 1955) è un ex giocatore di football americano statunitense che ha militato nei ruoli di linebacker e defensive end nella National Football League (NFL).

## Carriera
Al college Cole giocò a football all'Università del Nuovo Messico. Fu scelto come ventunesimo assoluto nel Draft NFL 1977 dai Pittsburgh Steelers. Fu parte della difesa soprannominata Steel Curtain, sostituendo Andy Russell come outside linebacker destro. Giocò a Pittsburgh per dodici stagioni come linebacker e defensive end, vincendo due Super Bowl consecutivi, il XIII e il XIV. Nel secondo partì come titolare e si classificò secondo nel premio di MVP dell'evento. Nel 1984 fu convocato per il Pro Bowl. Disputò un'ultima stagione con i New York Jets nel 1988.

## Palmarès

### Franchigia
- Super Bowl : 2

Pittsburgh Steelers: XIII, XIV
- American Football Conference Championship: 2

Pittsburgh Steelers: 1978, 1979

### Individuale
- Convocazioni al Pro Bowl: 1

1984
- All-Pro: 1

1984